# Зал конгрессов (Варшава)

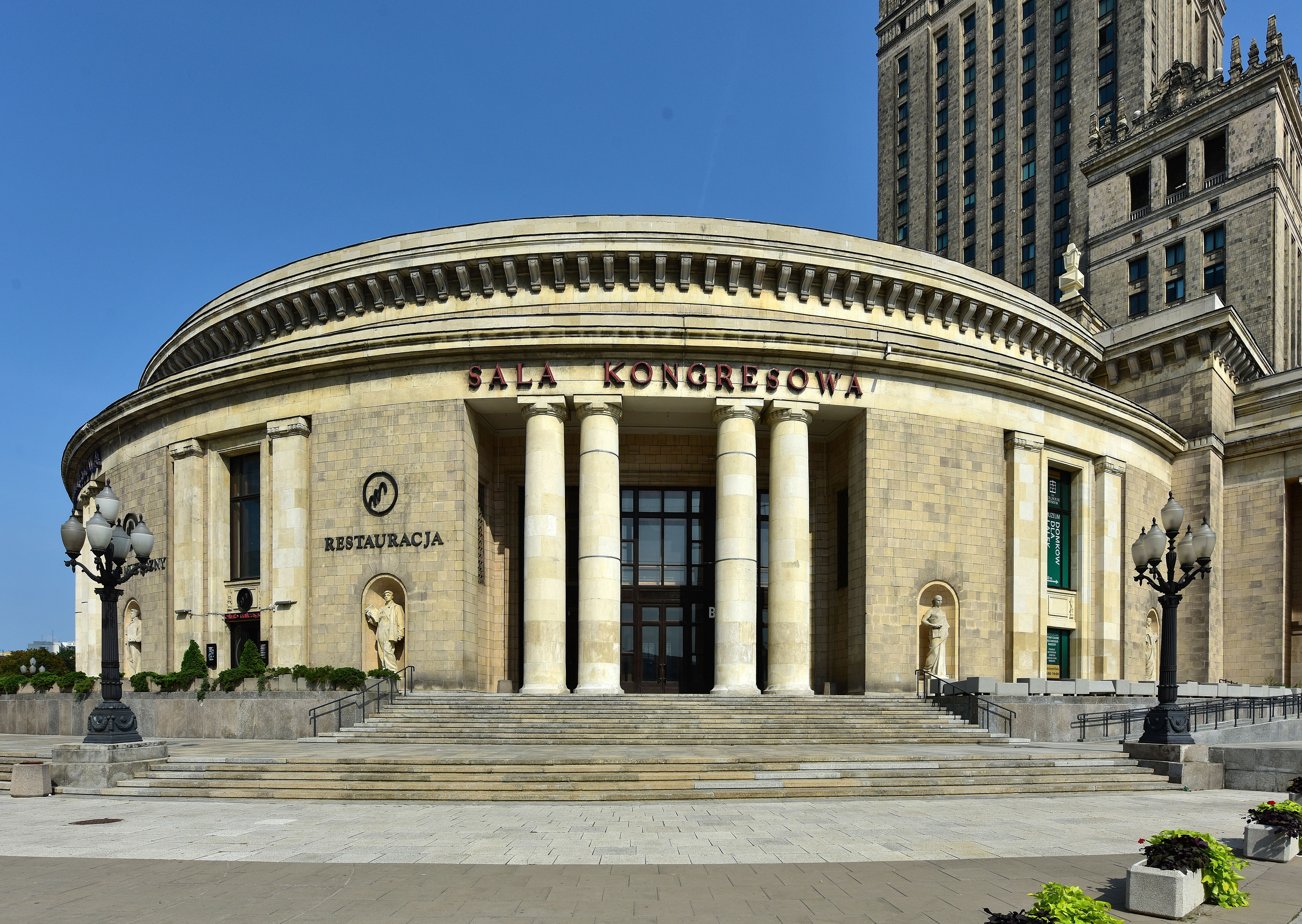
Вход в Зал конгрессов

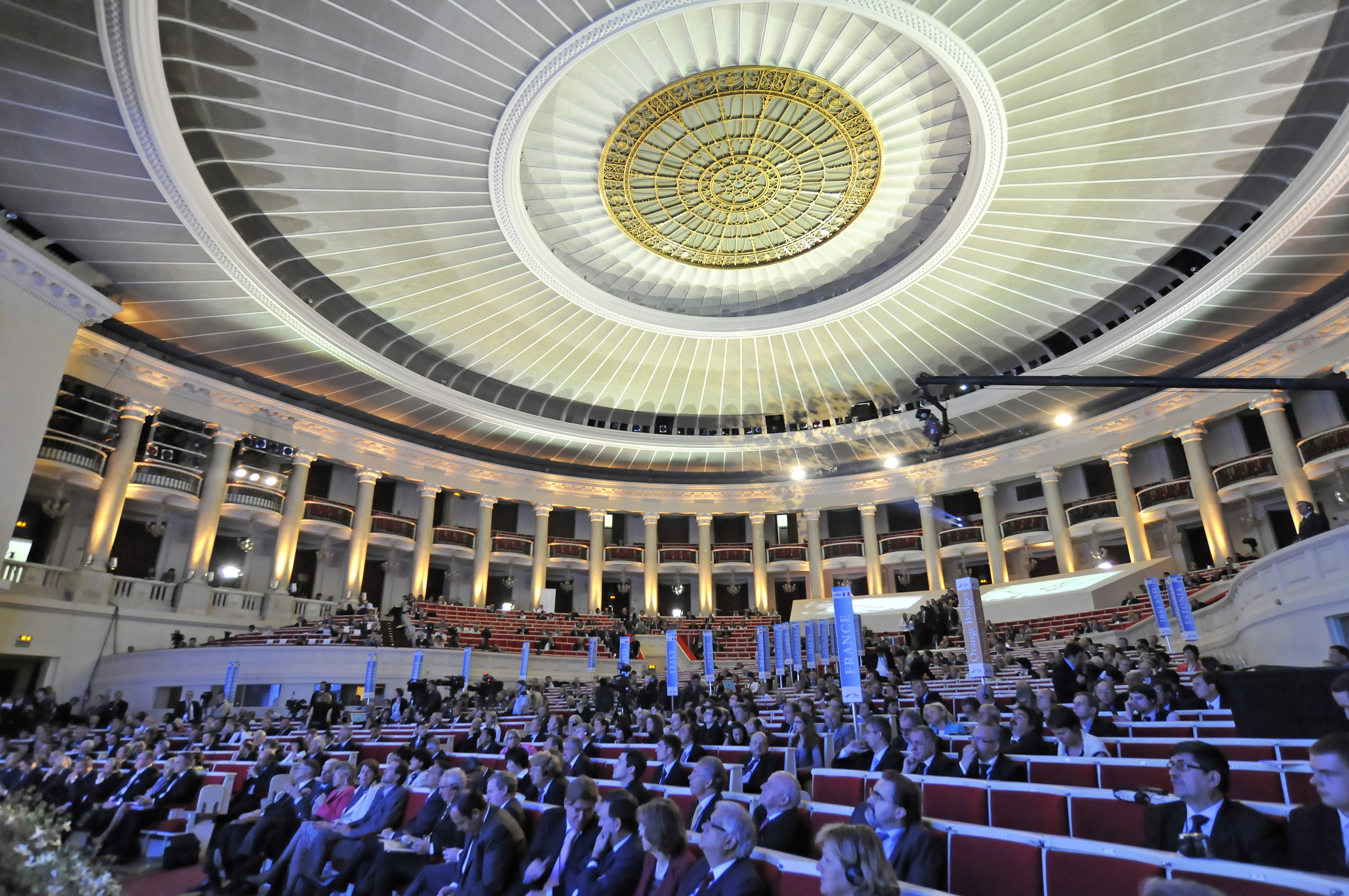
Мероприятие в Зале конгрессов

Зал конгрессов — конференц-зал во Дворце культуры и науки в Варшаве, в котором проходят важные торжества, конгрессы и мероприятия. Зал может вместить 2880 зрителей (на трёх уровнях — амфитеатр, ложи и балконы), это самый большой концертный зал в Варшаве.

## Описание
Сохранилось изначальное оформление интерьеров, в основном сделанное в стиле соцреализма, хотя некоторые искусствоведы находят также элементы ар-деко.

## История
Во времена Польской Народной Республики здесь проводились съезды ПОРП и другие торжественные мероприятия этой партии и других политических организаций, а также концерты, в частности, в 1967 году здесь выступала группа The Rolling Stones, что было одним из первых концертов западной музыкальной группы в странах социалистического лагеря. 
В Зале конгрессов выступали также Марлен Дитрих, King Crimson, Procol Harum (трижды). 
Здесь проходят, например, циклические концерты и фестивали (например, Джаз-Джембори), а также закрытые конгрессы таких компаний, как Microsoft, Nationale Nederlanden, Commercial Union или Zepter International. В фойе проводятся выставки и выставочные мероприятия, например Международная выставка книги.
В сентябре 2006 года в зале конгрессов состоялся заключительный этап выборов Мисс Вселенной 2006. 

7 февраля 2010 года в зале состоялось торжественное открытие отборочного цикла Чемпионата Европы по футболу 2012.
В 2006 году планировалась реконструкция Зала конгрессов с переустройством его в музыкальный театр с обязательным уничтожением оригинального оформления и оборудования, что и было одной из причин внесения Дворца культуры и науки в список памятников.
8 марта 2008 Зал конгрессов был закрыт из-за опасений за стабильность конструкции потолка. Он был снова открыт 11 марта.
В сентябре 2014 начат ремонт объекта, с целью приспособления его к требованиям пожарной безопасности; в частности, намечено произвести замену всех 2870 кресел на новые, изготовленные из негорючих материалов. Стоимость ремонта, планируемого завершить в 2016 году (но не завершившийся и в 2020), составит около 45 млн евро.
"Сейчас мы готовим проект, и скоро появится подрядчик. Это огромный проект на три-четыре года, который вернет этот зал варшавянам. Планируемая модернизация обеспечит все необходимое, а внешний вид останется таким, каким был в 1950-е годы. Нам придется восстановить все и отреставрировать", — глава правления Дворца культуры и науки Рафал Кшемень (2020).